# Maurizio Dei Lazzaretti
Maurizio Dei Lazzaretti (Lecce, 27 luglio 1961) è un batterista italiano.

## Biografia
Ha studiato musica presso il Conservatorio Tito Schipa di Lecce, conseguendo il Diploma di teoria e solfeggio nel 1975; prosegue i suoi studi presso il Conservatorio Piccinni di Bari, nel corso di percussioni, con il Maestro Walter Scotti, e completa la sua formazione professionale, a Boston, nel 1978, con Gary Chaffee e Alan Dawson, nel Berklee College of Music.
Il suo esordio musicale è avvenuto con Romano Mussolini e il suo quartetto, ed in seguito ha suonato con numerosi artisti internazionali, quali Ray Charles, Youssou N'Dour, Paul Young, Chet Baker, Joe Zawinul, Caetano Veloso ed italiani, come Mina, Mango, Francesco De Gregori, Lucio Dalla, Renato Zero, Roberto Vecchioni, Samuele Bersani, Fabio Concato, Riccardo Cocciante, Eugenio Bennato, Mietta, Paola Turci, Neffa, Gianni Morandi.
Docente di batteria pop e rock presso il Conservatorio Giuseppe Verdi di Milano
Docente di batteria presso il Conservatorio Arrigo Boito di Parma
Direttore della Facoltà di Batteria, nell'Università della Musica di Roma, prosegue periodicamente la sua attività di insegnante in vari seminari.
Dall'edizione 2001 a quella del 2019, Maurizio Dei Lazzaretti suona nell'Orchestra della RAI, per il Festival di Sanremo.

### Collaborazioni
Ha collaborato con le Orchestre TV Rai e Mediaset, con l'orchestra Filarmonica della Scala di Milano e ha partecipato a varie produzioni televisive in prime time e show televisivi.
Nel trentennale da "Banana Republic" ha suonato con Lucio Dalla e Francesco De Gregori, nell'anteprima del tour "Work in progress", andato in onda in prima serata su Rai 2 e in "Angoli nel cielo", lo show interamente dedicato a Lucio Dalla andato in onda su Sky Uno. È stato in tour con Lucio Dalla e Francesco De Gregori.
Nella sua carriera ha collaborato con artisti internazionali, quali in ambito jazzistico Ray Charles, Joe Zawinul Project, Richard Bona, Manolo Badrena, Nelo Nike, Phil Woods, Tony Scott, Chet Baker, Phil Wilson e in ambito italiano Romano Mussolini, Danilo Rea, Stefano Di Battista.
Fra gli stranieri, ha collaborato con Caetano Veloso, Michael Bolton, Randy Crawford, Paul Young, Michael Bublé, Gavin DeGraw, Natalie Cole, Gloria Gaynor, Dionne Warwick, ecc.
Fra gli artisti italiani, di particolare menzione è la collaborazione ventennale con Lucio Dalla, col quale si ricorda il tour La Neve con La Luna e Work in progress; ha collaborato anche con De Gregori e Mina, con la quale ha collaborato nei dischi Bula Bula, Cremona, Napoli, Lochness, Pappa di latte, Canarino mannaro, Mina canta i Beatles, e infine, Laura Pausini, in Io canto. Ricordiamo, fra gli altri, Mia Martini, Gianni Morandi, Mango, Francesco De Gregori, Alex Britti, Renato Zero, Michele Zarrillo, Samuele Bersani, Neffa, Riccardo Cocciante, Luca Barbarossa, Roberto Vecchioni, Fabio Concato, Audio 2, Eduardo De Crescenzo, Tony Esposito, James Senese, Renzo Arbore ed altri. È il batterista della sigla della rubrica televisiva dedicata al cinema "Ciak News", usata dal 1992 al 1996.
Ha realizzato varie colonne sonore per film con diversi compositori, fra cui Ennio Morricone, Nicola Piovani, nel film Oscar La vita è bella di Roberto Benigni, Maurice Jarre, Louise Bakalov, Renato Serio, Stelvio Cipriani, Armando Trovajoli, Gianni Ferrio.
Dal 1997 ad oggi ha realizzato con la Capital Video 3 video didattici: Previsioni del tempo, Seduzione Ritmica 1, Seduzione Ritmica 2. Nei primi mesi del 2013, pubblicato da Volontè & Co., è uscito l'ultimo libro di Maurizio Dei Lazzarettiː Time rudiments, una guida per migliorare la percezione del tempo.
Nel 2010 è in tour con Lucio Dalla e con Francesco De Gregori, in Work in progress.

## Discografia

### Con Eduardo De Crescenzo
- 1985 - Dove c'è il mare
- 1987 - Nudi

### Con Massimiliano Pani
- 1993 - Storie per cani sciolti

### Con Mia Martini
- 1989 - Martini Mia...
- 1990 - La mia razza
- 1992 - Lacrime

### Con Tosca
- 1993 - Attrice

### Con Mario Castelnuovo
- 1991 - Come sarà mio figlio
- 1995 - Signorine adorate
- 2014 - Musica per un incendio

### Con Mariella Nava
- 1998 - Dimmi che mi vuoi bene
- 1999 - Così è la vita

### Con Nino D'Angelo
- 1993 - Tiempo

### Con Riccardo Cocciante
- 1993 - Eventi e mutamenti
- 1994 - Un uomo felice
- 1997 - Innamorato

### Con Mina
- 1993 - Lochness
- 1993 - Mina canta i Beatles
- 1994 - Canarino mannaro
- 1995 - Pappa di latte
- 1996 - Cremona
- 1996 - Napoli
- 1998 - Mina Celentano (con Adriano Celentano)
- 1999 - Olio
- 2005 - Bula Bula

### Con Riccardo Fogli
- 1990 - Sentirsi uniti

### Con Audio 2
- 1993 - Audio 2
- 1995 - E=mc²
- 1996 - Senza riserve

### Con Peppino Gagliardi
- 1993 - Il viaggio

### Con Mango
- 1997 - Credo

### Con Renato Zero
- 2001 - La curva dell'angelo

### Con Al Bano
- 2005 - Le radici del cielo
- 2007 - Cercami nel cuore della gente

### Con Laura Pausini
- 2006 - Io canto

### Con Lucio Dalla
- 2003 - Lucio
- 2009 - Angoli nel cielo

### Con Samuele Bersani
- 1994 - Freak
- 1997 - Samuele Bersani

### Con altri
- 1981 - Gabriella di Gabriella Ferri
- 1985 - As tu às di Tony Esposito
- 1985 - Caino chi è di Marcello Marrocchi
- 1986 - Prima che sia troppo tardi di Renzo Arbore
- 1993 - Ciao paese di Marco Carena
- 1993 - Un po' di più di Nino Buonocore
- 1994 - Le cose da salvare di Luca Barbarossa
- 1994 - Scomporre e ricomporre di Fabio Concato
- 1995 - Barbara Cola di Barbara Cola
- 1996 - Sotto lo stesso cielo di Luca Barbarossa
- 1996 - Blu di Fabio Concato
- 2003 - I molteplici mondi di Giovanni, il cantante Neffa di Neffa